# قلين إل مارتن
غلين إل مارتن (بالإنجليزية: Glenn L. Martin)‏ ( 17 يناير 1886 – 5 ديسمبر 1955). صمم وبنى طائرته الخاصة وكان طيارًا نشطًا. أسس شركته الخاصة لصناعة الطائرات والتي عرفت باسم شركة غلين إل مارتن في عام 1912. والتي أصبحت اليوم بعد العديد من عمليات الدمج والاستحواد تعرف بشركة لوكهيد مارتن.